# Antioquía
För andra betydelser, se Antioquia (olika betydelser).
Antioquía är en ort i Mexiko.   Den ligger i kommunen Palenque och delstaten Chiapas, i den sydöstra delen av landet, 800 km öster om huvudstaden Mexico City. Antioquía ligger 79 meter över havet och antalet invånare är 258.
Terrängen runt Antioquía är kuperad söderut, men norrut är den platt. Runt Antioquía är det ganska glesbefolkat, med 34 invånare per kvadratkilometer. Närmaste större samhälle är Palenque, 17,5 km väster om Antioquía. Trakten runt Antioquía består till största delen av jordbruksmark.